# Ríta Sakellaríou
Pour les articles homonymes, voir Sakellários.
Ríta Sakellaríou, en grec moderne : Ρίτα Σακελλαρίου (1934-1999), est une chanteuse grecque. Elle est considérée comme la « reine » ou la « diva » du chant folklorique (Laïkó) et elle est reconnue comme l'une des « grandes » dames du chant grec en général.

## Biographie
Margaríta Sakellaríou naît le 22 novembre 1934 à Chamézi, en Crète,. Sa mère est crétoise, son père est originaire de l'île de Kálymnos et est cordonnier de profession. Ils quittent bientôt la Crète et s'installent dans le quartier de Tamboúria, au Pirée, à la recherche de meilleures conditions de vie. Son père retourne en Crète, où en 1947, pendant la guerre civile, il est tué par des paramilitaires.
Ríta Sakellaríou se marie à quatorze ans, devient mère deux fois puis elle divorce. Elle travaille avec sa mère dans la production d'engrais, puis seule dans l'usine de cigarettes Papastrátos (el) et pendant une période, elle travaille même dans une décharge. Ses amis et connaissances comprennent très tôt qu'elle a une voix remarquable. En 1959, des musiciens lui suggèrent de chanter dans une taverne de Pérama. Finalement, elle commence à se produire dans de petits établissements et dans l'un d'entre eux, au Mýlo de Pérama, elle est découverte par le chef d'orchestre aveugle Stélios Chrysínis, qui lui offre une chanson Μείνε, μείνε (Reste, reste) qui sera un succès.
Beaucoup plus tard, à l'âge de 35 ans, elle se marie en secondes noces avec le lutteur Stéfanos Sidirópoulos avec qui elle aura trois enfants. Avec Stéfanos Sidirópoulos, elle décide d'ouvrir une boîte de nuit à Athènes, le Kouin Ann (Κουίν Αν), sur la route nationale. Au cours de ses sept années d'activité - à peu près aussi longtemps que dure son second mariage - de nombreuses personnes célèbres visitent l'établissement, dont Andréas Papandréou. Son second mari meurt quelques années après la séparation[réf. souhaitée].
En 1998, elle apparaît dans la série Deux étrangers (el). Le 28 août de la même année, alors qu'elle revient d'un court séjour à Épidaure, elle est admise à l'hôpital où on lui diagnostique un cancer du pancréas et elle part en Amérique pour une chimiothérapie. En été 1999, elle se produit pour la dernière fois devant un public, lors d'une série de concerts en Australie avec Giánnis Douniás (el) et Thanási Komninó. Son état s'est toutefois détérioré et, à son retour en Grèce, elle est admise à l'hôpital Ygía, où elle meurt le 6 août 1999.